# Цапенко Олександр Олегович
Олекса́ндр Оле́гович Цапе́нко (16 жовтня 1998 — 21 квітня 2019) — солдат Збройних сил України, учасник російсько-української війни.

## Життєпис
Народився 1998 року в селі Широке (Широківський район, Дніпропетровська область); мешкав у Кривому Розі.
У віці 19 років навесні 2018-го підписав контракт на військову службу; солдат, навідник-оператор 5-ї роти 54-ї бригади.
У ніч проти 22 квітня 2019 року зазнав поранень, несумісних з життям, внаслідок вибуху ворожої міни калібру 82 мм на ВОП поблизу села Новоолександрівка (Попаснянський район): Олександр з товаришами зупинив пересування ворожої групи піхоти на фланзі ВОПу, після чого терористи застосували міномети для прикриття відходу своєї групи.
23 квітня 2019-го відбулося прощання в селищі Широке; похований на цвинтарі села Широка Дача.
Без Олександра лишилися дві сестри.

## Нагороди та вшанування
- Указом Президента України № 469/2019 від 27 червня 2019 року за «особисту мужність і самовіддані дії, виявлені у захисті державного суверенітету та територіальної цілісності України» — нагороджений орденом «За мужність» III ступеня (посмертно)[3]
- 16 жовтня 2020 року на стіні школи у селі Червоне Карпівської громади було відкрито меморіальну дошку[4].